# Halenbeck-Rohlsdorf
Halenbeck-Rohlsdorf è un comune di 511 abitanti del Brandeburgo, in Germania.

Appartiene al circondario del Prignitz ed è parte dell'Amt Meyenburg.

## Storia
Il comune di Halenbeck-Rohlsdorf venne creato il 31 dicembre 2001 dalla fusione dei comuni di Halenbeck e di Rohlsdorf.

## Geografia antropica

### Suddivisioni amministrative
Il territorio comunale comprende 5 centri abitati, nessuno dei quali possiede lo status ufficiale di frazione:
- Brügge
- Ellershagen
- Halenbeck
- Rohlsdorf
- Warnsdorf